# Tin Pan Alley Cats
Tin Pan Alley Cats è un film del 1943 diretto da Robert Clampett. È un cortometraggio d'animazione della serie Merrie Melodies, prodotto dalla Leon Schlesinger Productions e uscito negli Stati Uniti il 17 luglio 1943, distribuito dalla Warner Bros.
Come il successo precedente di Clampett Coal Black and de Sebben Dwarfs, pubblicato in precedenza nello stesso anno, Tin Pan Alley Cats si concentra sui temi contemporanei della cultura afroamericana, del jazz e della seconda guerra mondiale e ha come protagonista una caricatura del jazzista Fats Waller come un gatto antropomorfo.
Come il corto precedente, Tin Pan Alley Cats si focalizza su gag stereotipate e situazioni che riguardano gli afroamericani, raffigurati in modo caricaturale. Pertanto, questa pellicola e altri cartoni della Warner Bros. con dei temi simili sono stati rimossi dalla distribuzione televisiva dal 1968, e sono noti col nome collettivo di "undici censurati" (Censored Eleven).

## Trama
Il cartone inizia con un gatto, una caricatura di Fats Waller, che esce di notte in città. Egli sta per entrare in un locale quando un predicatore di strada lo avverte che sarà tentato con "vino, donne e canto" se ci entrerà. Questo, tuttavia, non fa che eccitare il gatto, che entra subito. All'inizio egli si gode il locale, ma poi finisce per immergersi così tanto nella musica che finisce per essere trasportato in un regno fantastico maniacale pieno di creature surreali (incluse delle caricature di Adolf Hitler, Hideki Tōjō e Iosif Vissarionovič Stalin). Questo mondo lo spaventa a tal punto che, quando si risveglia, rinuncia ai suoi modi festosi e si unisce a un gruppo musicale religioso che canta fuori (simile all'esercito della Salvezza), con loro grande sorpresa.

## Produzione
A causa delle limitazioni del bilancio di spesa e delle carenze in periodo bellico, molte sequenze riciclano delle animazioni e delle registrazioni sonore di alcuni cartoni precedenti dello studio Schlesinger. Dal corto di Friz Freleng September In The Rain (1937) venne tratta la registrazione di Nagasaki, e da quel cartone vennero riciclati la caricatura di Fats Waller, il trombettista che richiama Louis Armstrong, la ballerina di jitterbug e il trio di baristi canterini. Le scene del mondo fantastico presentano delle versioni ridisegnate a colori di personaggi e ambienti (oltre a segmenti audio riregistrati) da Porky in Strambilandia di Clampett.
I segmenti creati apposta per la sequenza da incubo (come la banda musicale fatta di elastici di gomma) sarebbero riapparsi nel rifacimento a colori di Porky in Strambilandia, L'ultimo dei Do-do, realizzato da Friz Freleng nel 1949. Il cartone fu l'ultimo a presentare una caricatura di Fats Waller quando era ancora in vita, in quanto egli morì proprio nel 1943.

## Distribuzione
Dopo i moti del movimento per i diritti civili negli anni Sessanta, la United Artists tolse Tin Pan Alley Cats, assieme al resto degli "undici censurati" (Censored Eleven), dalla televisione americana nel 1968. La Turner Entertainment (che oggi appartiene alla WarnerMedia di AT&T) acquisì i diritti di questi cartoni nel 1986, continuando a negarne un rilascio.
Tra i cartoni presenti tra gli undici censurati, gli storici dell'animazione e gli studiosi del cinema sono i primi a difendere quelli diretti da Bob Clampett: Nero-Fumo e i sette nani neri e Tin Pan Alley Cats. Nero-Fumo e i sette nani neri, una parodia afroamericana di Biancaneve e i sette nani di Walt Disney, si è classificato al ventunesimo posto nella lista The 50 Greatest Cartoons, mentre l'ultimo è una reinterpretazione jazzistica del corto di Clampett Porky in Strambilandia (1938). L'autrice Michelle Klein-Hass scrisse il seguente su un forum:
Delle copie pirata sono emerse su videocassetta e in DVD. La Warner Home Video pubblicò degli spezzoni della pellicola come parte di un documentario integrativo su Bob Clampett sul terzo disco del set DVD di Looney Tunes Golden Collection: Volume 2. Nell'ottobre del 2010, venne annunciato che una versione completa sarà distribuita in DVD, assieme al resto degli "undici censurati", tramite la collezione Warner Archives. Tuttavia, dopo un decennio, nessuno degli "undici censurati" è stato ancora messo in commercio.